# Pistou

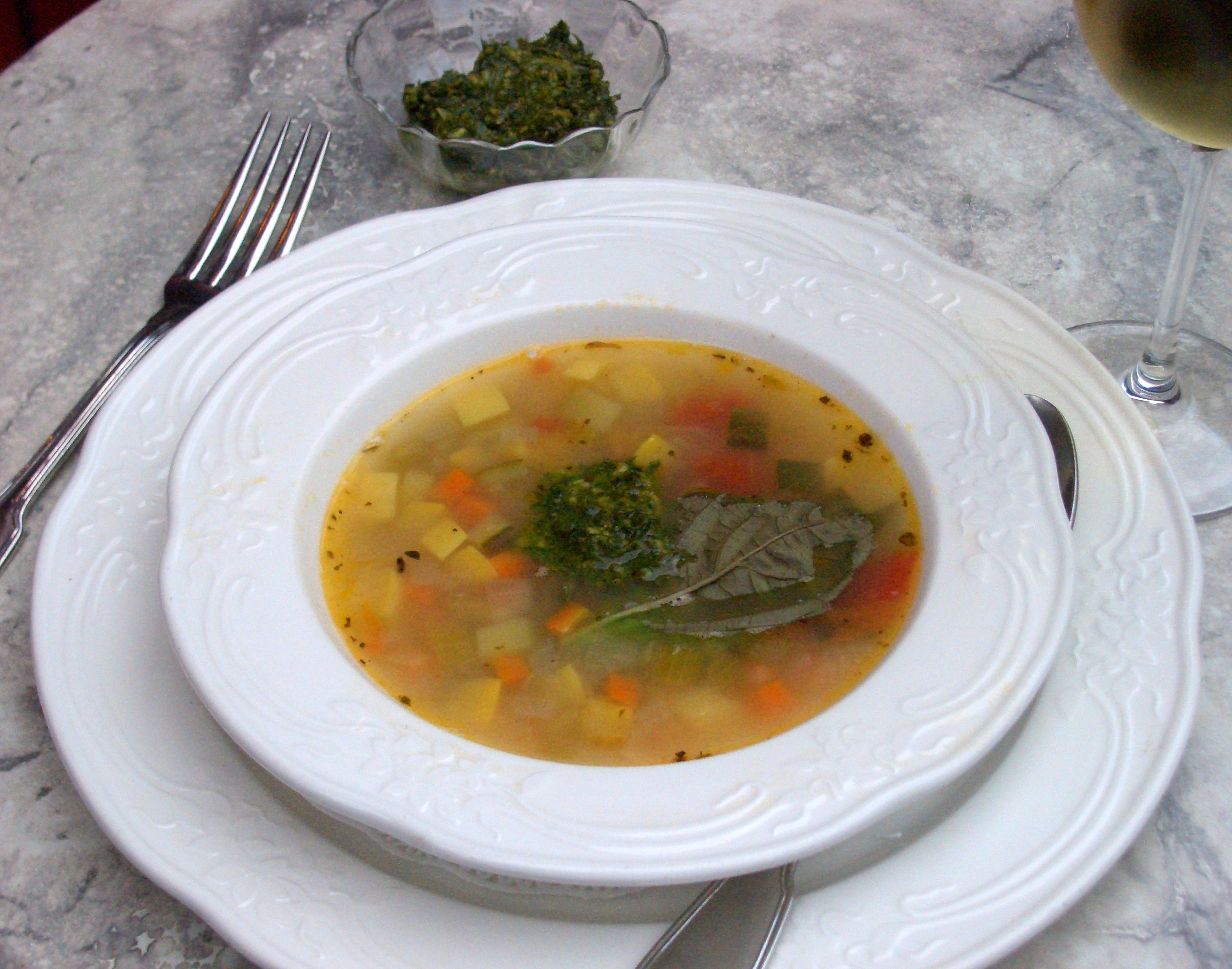
Grönsakssoppa med pistou.

Pistou är en provensalsk sås med basilika, vitlök och olivolja. Pistou kan också referera till den franska grönsakssoppan soupe au pistou som vanligen serveras med pistou. Såsen påminner om pesto, men innehåller till skillnad från den liguriska såsen inga pinjenötter och riven parmesan eller pecorino är ingen nödvändig ingrediens, men ingår ibland, liksom tomat.